# HafenCity Universität
HafenCity Universität – stacja metra hamburskiego na linii U4. Stacja została otwarta 10 sierpnia 2013. Znajduje się w dzielnicy HafenCity.

## Położenie
Stacja HafenCity Universität jest stacją podziemną. Znajduje się w nowo budowanej dzielnicy portowej HafenCity, a nazwa stacji pochodzi od uczelni HafenCity Universität.